# Tratado Lleras-Lisboa
El Tratado Lleras-Lisboa fue un acuerdo de límites suscrito en la ciudad de Bogotá el 25 de julio de 1853 entre el Imperio del Brasil y la República de la Nueva Granada (hoy Colombia), representadas respectivamente por el enviado extraordinario Miguel María Lisboa y el secretario de relaciones exteriores Lorenzo María Lleras.
El tratado en su artículo 2° definía el límite de la siguiente manera:

Artículo segundo. La República de la Nueva Granada y Su Majestad el Emperador del Brasil convienen en reconocer, como base para la determinacion de la frontera entre sus respectivos territorios, el uti possidetis; y de conformidad con este principio, declaran y definen la línea divisoria de la manera siguiente.

Parágrafo primero. Comenzará la frontera en el confluente del Apaporis en el Yapurá, y seguirá dicho Apaporis, aguas arriba, hasta el punto en que le entra, por su orilla oriental, el tributario llamado en los mapas del Barón de Humboldt y del Coronel Codazzi, Taraira, y seguirá por dicho Taraira, aguas arriba, hasta un punto que cubra las vertientes del río Vaupés, de modo que toda la orilla izquierda del Apaporis hasta el confluente del Taraira, y toda la orilla de este hasta el punto que los comisionados señalarán, queden perteneciendo al Brasil, y toda la orilla derecha del Apaporis hasta su confluencia con el Taraira, y ambas orillas del Apaporis y la orilla derecha del Taraira de esa confluencia en adelante, queden perteneciendo a la Nueva Granada; entendiéndose por orillas izquierda y derecha, las que quedarían a una y otra mano de un navegante que bajase por dichos ríos.
Parágrafo segundo. Del punto que cubra las vertientes del Vaupés, inclinará hacia oriente, pasando por las vertientes que dividen las aguas del Vaupés y del Iquiare o Issana, de las del Memachí, Naquiení, y otros que corren al río Negro superior, o Guainía, de modo que todas las aguas que van al Vaupés o Iquiare, o Issana, queden perteneciendo al Brasil, y las que van al Naquiení, Memachí, y otros tributarios del Guainía, a la Nueva Granada, hasta donde se extiendan los territorios de los dos Estados.

El convenio además declaraba como válidos los tratados entre Venezuela y el Brasil del 25 de noviembre de 1852, y el de este último con el Perú del 23 de octubre de 1851. Sin embargo fue denegado por el Senado neogranadino en 1855.